# Ржавинці
Ржави́нці — село в Україні, у Юрковецькій сільській громаді Чернівецького району Чернівецької області.

## Розташування
Село Ржавинці розташоване за 23 км на південний схід від м. Заставна і за 30 км від обласного центру м. Чернівці. До найближчої залізничної станції у селі Вікно — 8 км. Ржавинці мають шосейне сполучення з районним і обласним центрами. Межує з населеними пунктами Баламутівка і Добринівці Заставнівського та Блищадь Хотинського районів. Біля села розташовані пам'ятки природи: Печера «Пісочниця» і Ржавинецьке болото, а також (на південь) — заповідне урочище «Бучок».

## Проблеми села
На 2013 рік залишається багато проблем в селі до вирішення яких, місцева влада ставиться безвідповідально, а саме:
- засмічення;
- автошляхи в жахливому стані;
- безконтрольна вирубка лісових насаджень.

## Історія
Перші історичні згадки про с. Ржавинці датуються 1441 роком, але місцевість була заселена ще в сиву давнину. Археологічні розкопки, проведені частково на території села, свідчать про наявність тут палеолітичних стоянок. В урочищі «Печера» вода вимила багато знарядь праці кам'яної доби: кам'яні сокири, скребачки, рубила. В урочищі «Таборище» виявили такі самі знаряддя праці.
З 1359 р. село входить до складу Молдавської держави, яка з XV ст. стає залежною від Туреччини. Напевно, тому галичани називають жителів села «волохами», оскільки Молдавію ще називали Волощиною (як і Румунію).
З 1713 р. Ржавинці входять до Хотинської райї, де панувала свавільна турецька адміністрація. Загони озброєних турецьких яничарів роз'їжджали по селах, грабували, вбивали, забирали в неволю людей. Селяни платили данину, відробляли панщину, працювали на будівництві Хотинської фортеці, сплачували різні податки, в тому числі й за звільнення від військової служби.
Село перебувало під турецьким гнітом понад триста років. На 1741 р. воно мало 68 дворів, а населення становило 272 особи.
На початку XX ст. пан Франек, який мав великий масив лісу, відкрив цех із виробництва меблів (місцеві люди називали його фабрикою). Тут виготовлялися меблі на замовлення і вивозилися на продаж у Чернівці, Клішківці, Хотин. У роки Першої світової війни ця «фабрика» була повністю зруйнована і нині це місце люди називають «Коло фабрики».
Поряд з цим місцем була поляна в селі її називали (коло «полянки») щонеділі, коли не було посту тут відбувався сільський данець, молодь веселилася.
Наприкінці XIX — на початку XX ст. через злиденне життя немало ржавинчан виїжджають на заробітки в США і Канаду. В числі перших були Гуйван Кирило і Верешко Іван.
У червні 1941 року почалася радянсько-німецька війна, учасниками якої стали 612 жителів Ржавинців. Загинули на фронтах 222 жителі, понад 50 пропали безвісти, 166 нагороджені бойовими орденами та медалями. В пам'ять про загиблих воїнів-односельчан жителі встановили пам'ятник у центрі села.
Раніше на місці пам'ятника була дерев'яна церква, її освятили 21 листопада 1930 року на свято Архистратига Михаїла. Під час І світової війни кам'яну церкву в Ржавинцях повністю зруйнували. І село впродовж 15 років було без церкви. Але й ця дерев'яна церква зазнала руйнації. Радянська влада вирішила з церкви зробила клуб. Тієї ночі випав великий сніг, в церкві кілька тижнів проходили ремонтні роботи. Церква згоріла взимку 1961 року. Як вона загорілася досі не відомо. Слідів підпалу виявлено не було.
У Сталінградській битві брав участь Ковальський Василь Іванович, на Курській дузі — Єфремов, у штурмі Берліна — Перепужняк В. С., Дудчак П., у розгромі імперіалістичної Японії — Петрушко В. Ф., Петрюк Ф.
1944 р. в районі Ржавинців висадилася десантна група під командуванням О. Тканка. Радянські партизани завдавали суттєвої шкоди ворогові. Місцеві жителі Колодрібський Захар Семенович і Колодрібський Іван Лазарович також влилися в лави партизанів.
У навколишніх лісах діяла група бійців партизанського загону під командуванням лейтенанта М. Удонова. Рейдуючи вздовж Дністра землями Заставнівського і Хотинського районів, вони зіткнулися із загоном нацистських карателів. 20 лютого 1944 р. німцям вдалося оточити групу в урочищі біля Юлієвого моста. В нерівному бою загинули партизани Бацул, Тимощук, Поліщук, Терхановський і командир Удонов.
У березні 1944 р. в Малинецькому лісі діяла група розвідки під командуванням лейтенанта Тимофія Брокіна. Радистка цієї групи Ольга Степанова з товаришами збирала дані в с. Ржавинці, але при відході наткнулася на загін німців. Під час перестрілки всі партизани загинули.
В радянські часи було вирішено увіковічнити пам'ять про полеглих у ржавинецьких лісах партизанів. На місці, де розташовувався штаб партизанського загону під командуванням Героя Радянського Союзу О. Тканка, впорядкували землянку і встановили меморіальну дошку.
Наприкінці березня 1944 р. село було звільнено від ворога і відразу розпочалися процеси радянізації. Відновлено роботу сільської ради, медпункту, бібліотеки, школи. Землю знову роздали селянам, але одночасно проводилася значна пропагандистська робота по створенню в селі колгоспу.
У 1946 р. село спіткав жорстокий голод, який виник чималою мірою від неправильної, навіть злочинної політики більшовицької держави, ніж від посухи.
У 1948 році настало полегшення, «картопельку садили завбільшки як квасолинка, а вродила дуже добре».
Від голоду в селі померло понад 700 осіб. Ржавинці — єдине село на Заставнівщині, яке увіковічнило пам'ять про жертви голоду 1946—1947 рр. пам'ятником.
Вже у березні 1947 р. найбіднішими селянами був організований колгосп імені Леніна. В артіль об'єдналося 24 селянські господарства, які мали всього 100 га орної землі, 10 коней, 10 плугів, 10 борін. Землю обробляли дві ланки — рільнича і городня.
Паралельно йшов процес створення другого колгоспу, імені Сталіна, який офіційно з'явився 27 вересня 1947 р. В цей час він налічував 48 господарств с. Громівка (Грамешти, Граменці), а вже в 1948 р. — 123. У своєму розпорядженні він мав 12 плугів, 4 борони, 6 культиваторів, сівалку та інше.
Нарощував темпи виробництва колгосп, який невдовзі став мільйонером. У його процвітанні є велика заслуга незмінного голови правління (очолював колгосп 30 років) Івана Миколайовича Дупешка, який велику увагу приділяв рослинництву, тваринництву, садівництву і городництву. Ржавинецький колгосп був єдиним в області, який утримував у господарстві волів. Ці тварини не тільки перевозили вантажі, але й часто знімалися в кіно, бо кіностудії брали їх напрокат. Добре розвинене садівництво і городництво дало можливість відкрити в колгоспі консервний цех (1986 р.).
Негативними явищем є те, що в останні роки знизилась народжуваність. В селі щорічно помирає від 60 до 70 осіб, а народжується 20-25 дітей. З п'яти хуторів, які підпорядковані сільраді, нині один зник.
Важко сільській громаді виживати у складних ринкових відносинах. Проте навіть у час гострого безгрошів'я жителі власними зусиллями зуміли село газифікувати (2003 р.), поліпшують свої житлово-побутові умови, народжують і виховують дітей.

### Археологічні дані
Біля села знаходиться давньослов'янське Добринівське гніздо — язичницьке святилище (капище), яке було знайдено вченими Б. Тимощуком та І. Русановою, і датоване IX–X ст. Інше датування — 7-10 ст.
Городище розташоване на відрозі високого плато з круглим майданчиком (діаметр 22 м), оточеним двома концентричними валами і ровами. Попелево-вугільні шари залягають біля підніжжя внутрішнього валу, на вершинах обох валів і на сходинках, вирізаних в їх схилах. Рови (ширина 5-6 м, глибина 1 м) мають плоске дно і пологі стінки. Культурний шар на майданчику відсутній. Знайдений чотирикутний кам'яний стовп, грубо оброблений (висота його 2,5 м). На майданчиках між валами зберігся культурний шар завтовшки 20 см з черепками IX—X ст. від колись розташованих тут довгих будинків.

### 19 століття
За даними на 1859 рік у власницькому селі Хотинського повіту Бессарабської губернії, мешкало 1167 осіб (591 чоловічої статі та 576 — жіночої), налічувалось 189 дворових господарств, існували православна церква та єврейська молитовна школа.
Станом на 1886 рік у власницькому селі Ґрозинської волості, мешкало 1658 осіб, налічувалось 266 дворових господарств, існували православна церква, єврейський молитовний будинок, школа, 4 лавки.

## Населення
Згідно з переписом УРСР 1989 року чисельність наявного населення села становила 3166 осіб, з яких 1469 чоловіків та 1697 жінок.
За переписом населення України 2001 року в селі мешкало 3075 осіб.

### Мова
Розподіл населення за рідною мовою за даними перепису 2001 року:
| Мова       | Відсоток |
| ---------- | -------- |
| українська | 98,83 %  |
| російська  | 1,01 %   |
| молдовська | 0,06 %   |
| румунська  | 0,06 %   |
| білоруська | 0,03 %   |

## Традиції
Хорошою традицією нашого села є свято зустрічі з випускниками різних поколінь. Це нагода випускникам зустрітися, згадати приємні миттєвості свого шкільного життя.
Невід'ємною традицією в селі є проведення храмового свята на Зелену Неділю. Кожного року організовуються танці в супроводі духової та естрадної музики. Храмове свято в селі Ржавинці святкують 2-3 дні. Серед молоді обирається калфа (керівник музичного дійства), саме на нього покладена відповідальність за музичний супровід свята і порядок його проведення. На храмове свято з'їжджаються друзі, родичі, знайомі навколишніх сіл та міст.
Вшанування померлих на Провідну Неділю є однією з традицій нашого села. Родичі відвідують могили своїх рідних, вшановуючи цим їхню пам'ять.
Також кожного року 9-го травня біля пам'ятника загиблим воїнам у Другій світовій війні відбувається вшанування односельчан, які загинули за визволення батьківщини.

## Інфраструктура
Соціальна інфраструктура: станом на 2013 рік в с. Ржавинці налічується 16 продуктових магазинів, 2 ресторани.
Транспортна інфраструктура: на 2013 р. функціонують 2 рейсових та один шкільний маршрути:
- Ржавинці — Чернівці (через с. Малий Кучурів)
- Ржавинці — Чернівці (через м. Заставна)
- шкільний автобус.

Інформаційна інфраструктура:
- провідний телефонний зв'язок АТС (Укртелеком).
- мобільний зв'язок. Встановлена передавальна вежа оператора Київстар.

село Ржавинці сполучають три автошляхи з ґрунтовим покриттям, які на даний момент перебувають у жахливому стані.
На даний час у селі є лише один навчальний заклад — загальноосвітня школа.

## Особистості
- Садовий Михайло Васильович (8 листопада 1930 р.) — Лауреат Державної премії СРСР 1999 року. Бригадир кормодобувної бригади в колгоспі ім. Леніна. Помер 28 грудня 2011 року.
- Ринжук Іван Іванович (12 січня 1962 р.) — З 1996 — екс генеральний директор міського торгівельного комплексу «Калинівський ринок», екс депутат Чернівецької міської ради 2-х скликань.
- Агатій Іван Миколайович (нар.7 червня 1945, Ржавинці) — український журналіст, член НСЖУ, заслужений журналіст України, природознавець. У 1971 р. закінчив філологічний факультет Чернівецького держуніверситету. Вчителював, з 1976-го — працює кореспондентом газети «Радянська Буковина», нині — оглядач газети «Буковина». Пише на теми екології, моралі, про цікавих людей. Друкується у центральній періодиці.